# Wicklow (kiesdistrict)
Wicklow is een kiesdistrict in de Republiek Ierland voor de verkiezingen voor Dáil Éireann. Het district omvat sinds de laatste aanpassingen het graafschap Wicklow en een klein deel van het aangrenzende graafschap Carlow. Wicklow is sinds 1923 in gebruik als kiesdistrict. Oorspronkelijk koos Wicklow 3 zetels, sinds de verkiezingen van 1981 zijn dat er 4, terwijl er in 1992 een vijfde zetel bij kwam.
Bij de verkiezingen in 2007 woonden er 91.492 kiesgerechtigden, die 5 leden voor de Dáil konden kiezen.
Ten opzichte van de verkiezingen in 2002 won Fine Gael 1 zetel en kwam op 2. Fianna Fáil behield haar 2 zetels en Labour haalde opnieuw 1 zetel. De winst van Fine Gael ging ten koste van de onafhankelijke kandidaten.

## Referendum
Bij het abortusreferendum in 2018 stemde in het kiesdistrict 74,3% van de opgekomen kiezers voor afschaffing van het abortusverbod in de grondwet.